# Armin Wegner (Architekt)

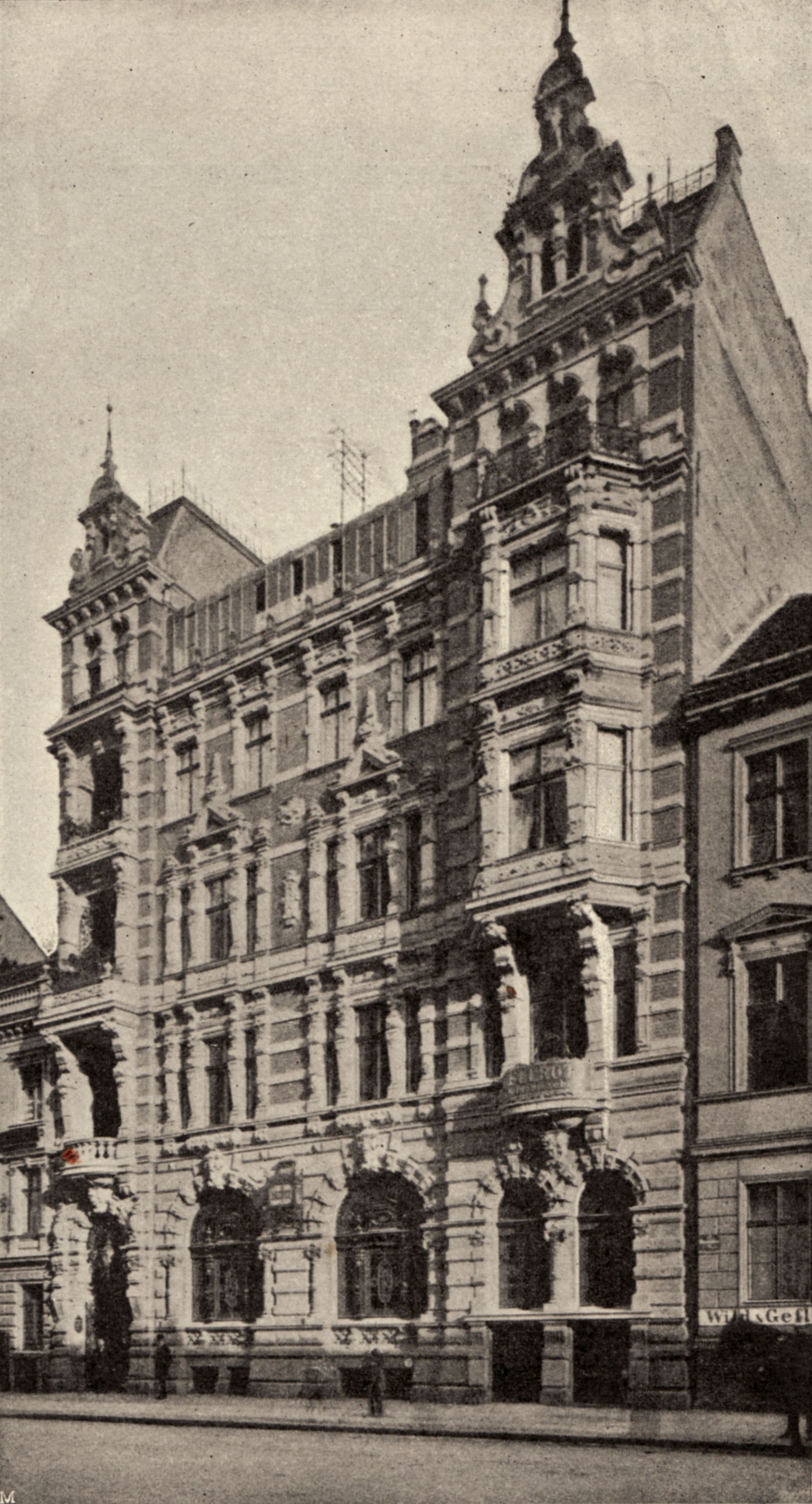
Ansicht des Bierhauses Siechen an der Behrenstraße 24 in Berlin (zerstört am 2. Mai 1945)

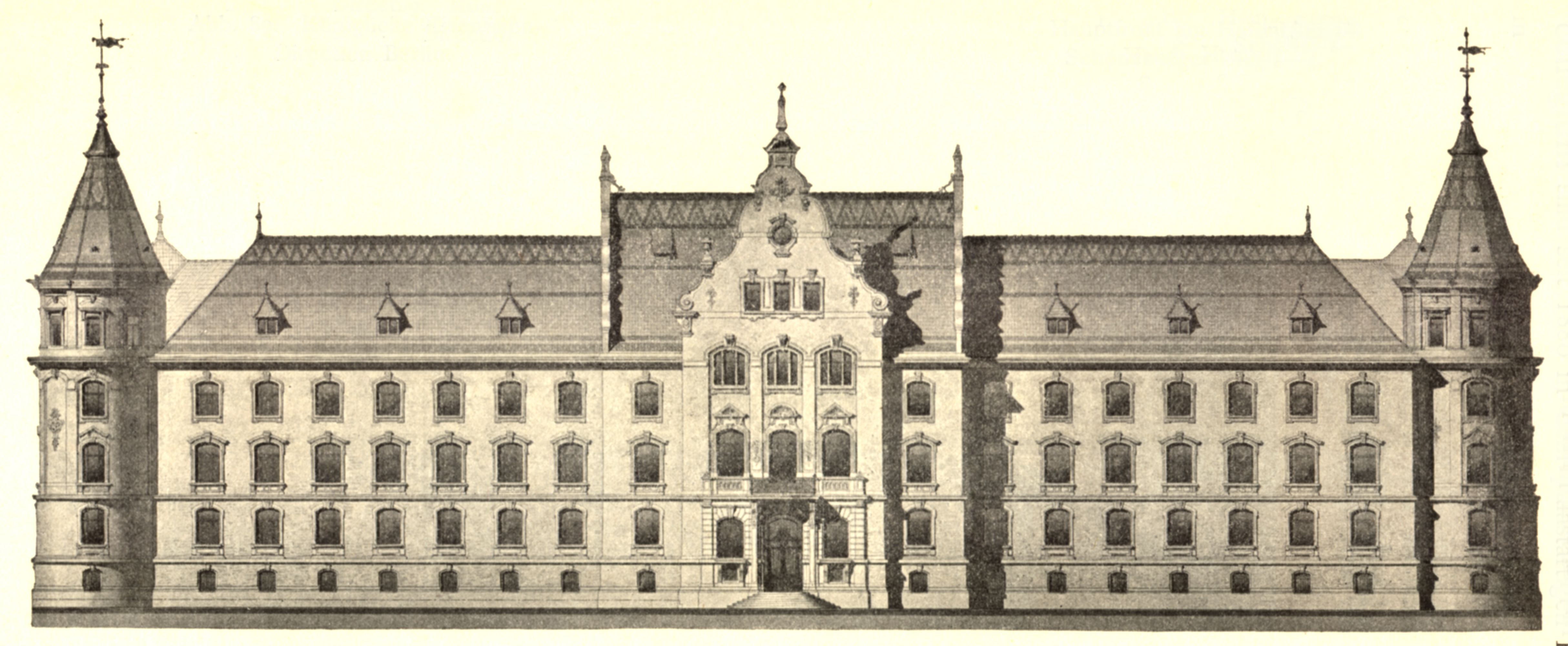
Fassade des Berliner Dienstgebäudes der Königlichen Eisenbahndirektion gegen das Schöneberger Ufer (heute Sitz der Bundespolizeidirektion 11)

Armin Wegner (* 15. April 1850 in Elbing (Westpreußen); † 11. Februar 1917 in Davos) war ein deutscher Architekt und preußischer Baubeamter.

## Leben und Wirken
Armin Wegner war der Sohn von Richard Wegner, dem späteren Regierungspräsidenten von Stettin, und ein Onkel des Schriftstellers Armin T. Wegner.
Bis 1872 studierte Wegner Architektur an der Bauakademie Berlin und der Technischen Hochschule Stuttgart. Nach dem anschließenden Referendariat legte er 1881 die Baumeisterprüfung ab und wurde im gleichen Jahr zum Regierungsbaumeister (Assessor in der öffentlichen Bauverwaltung) ernannt. Er war 1882 am Bau der Berliner Stadtbahn beteiligt, z. B. beim Umbau des Schlesischen Bahnhofes, des heutigen Berliner Ostbahnhofes, vom Kopfbahnhof zum Durchgangsbahnhof.
In den folgenden Jahren verließ er aufgrund attraktiver Angebote aus dem privaten Sektor den Dienst der Preußischen Staatseisenbahnen. 1885 entstand an der Behrenstraße in Berlin nach seinen Plänen der Neubau des Bierhauses Siechen. Das Standardwerk Berlin und seine Bauten lobte den Neubau 1896 als eine für ihre Zeit vortreffliche Leistung und verwies speziell auf die innovativen, für die Kneipenräume wichtigen Entlüftungseinrichtungen. Die Abluft wurde ohne störenden Zug durch Öffnungen in der Deckenvoute abgesaugt. Von 1885 bis 1887 leitete Wegner die Bauausführung der Sommerresidenz des deutschen Botschafters in Tarabya bei Istanbul und verband das mit Studienreisen durch die Türkei, Palästina und Ägypten.
Ab 1888 befand er sich wieder im Dienst der preußischen Staatseisenbahnen, für die er in den folgenden drei Jahrzehnten eine erhebliche Zahl von Hochbauten errichtete. In der Anfangszeit lassen sich ihm einzelne Baumaßnahmen nicht direkt zuordnen. Das Verzeichniß der im preußischen Staate und bei den Behörden des deutschen Reiches angestellten Baubeamten führt ihn erstmals 1890 als Eisenbahn-Bauinspector (für das Hochbaufach) bei der Eisenbahndirektion in Berlin. Für die Königliche Eisenbahndirektion Berlin errichtete er dann in den Jahren 1892 bis 1895 das Dienstgebäude am Schöneberger Ufer.
Nach einer Zeit bei der Eisenbahndirektion Kassel, wo er den Kasseler Hauptbahnhof erweiterte, wechselte er 1903 als Direktionsmitglied zur Eisenbahndirektion Frankfurt am Main. Hier errichtete er das Direktionsgebäude, eine Reihe von Bahnhofs-Empfangsgebäuden und plante schließlich noch die Erweiterung des Hauptbahnhofs. 
Armin Wegner starb am 11. Februar 1917 in Davos an einem Infarkt, als er dort seinen aus französischer Kriegsgefangenschaft in die neutrale Schweiz entlassenen Sohn besuchte.

## Bauten und Entwürfe

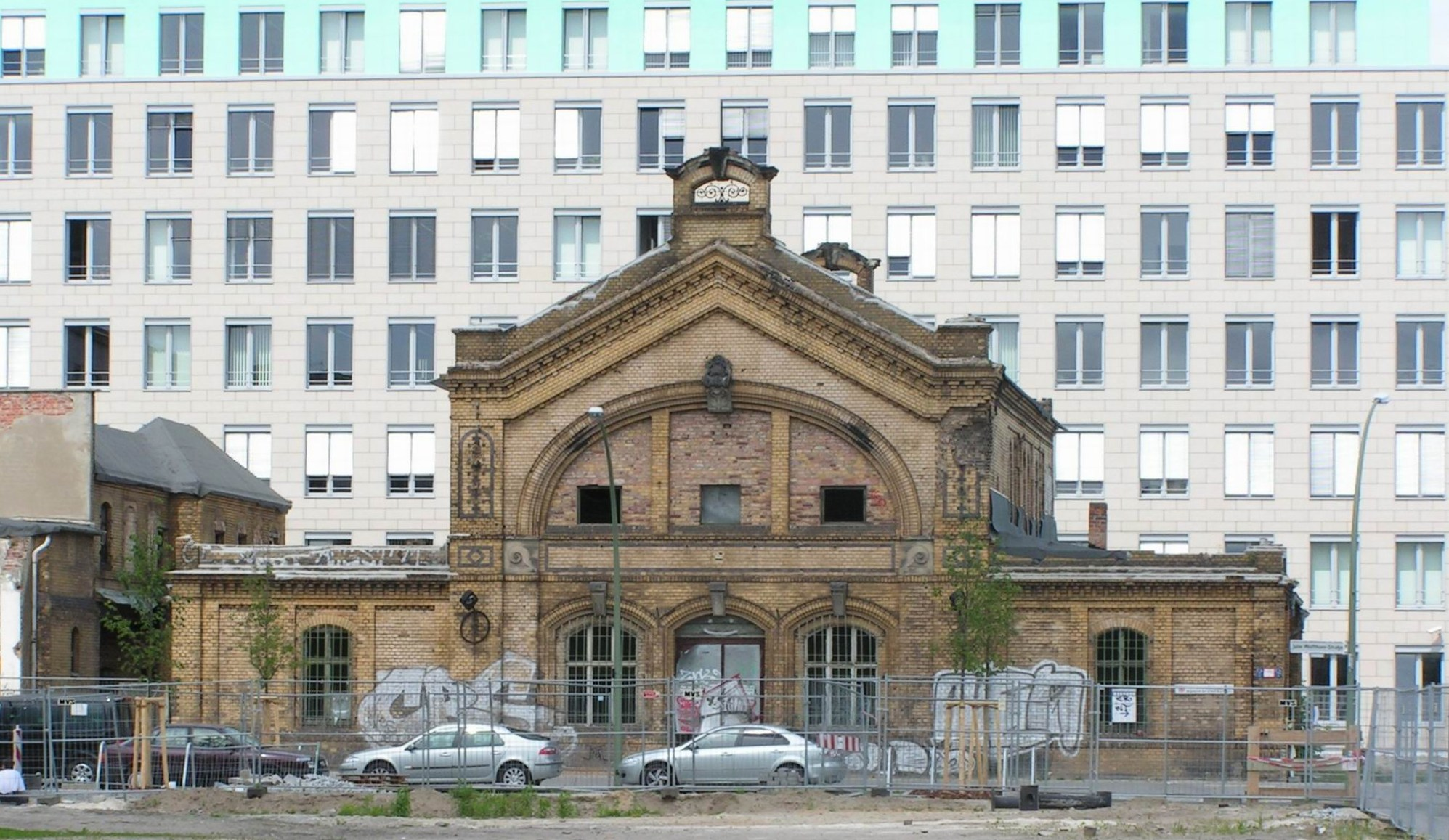
Das ehemalige Empfangsgebäude des Stettiner Vorortbahnhofs

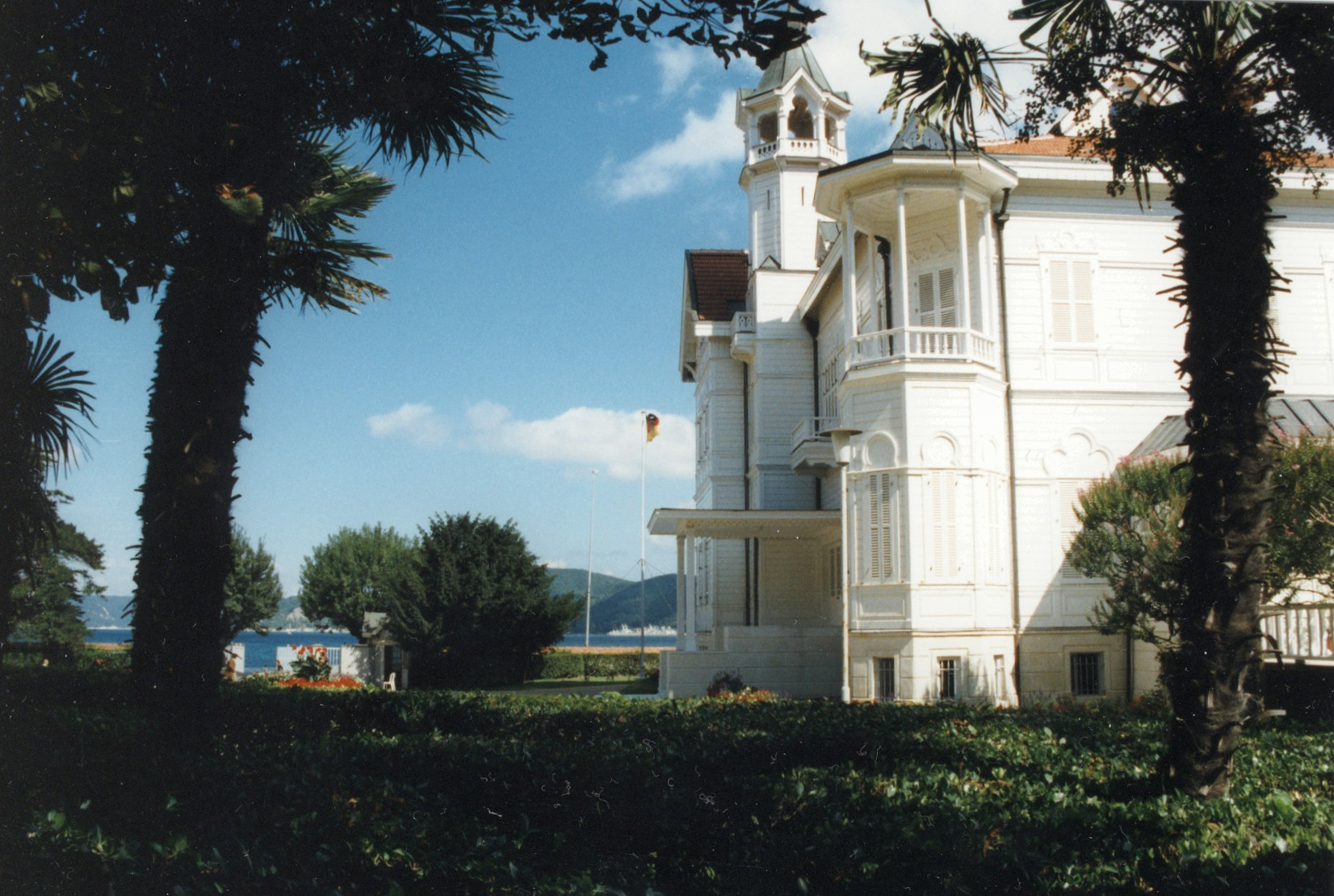
Sommerresidenz des deutschen Botschafters in Istanbul

| Jahr      | Gebäude                                                                        | Anmerkung                                                                      |
| --------- | ------------------------------------------------------------------------------ | ------------------------------------------------------------------------------ |
| 1882      | Umbau des Schlesischen Bahnhofs in Berlin                                      | Im Zweiten Weltkrieg zerstört                                                  |
| 1885–1887 | Sommersitz des deutschen Botschafters in Tarabya, Istanbul                     | erhalten                                                                       |
| 1885      | Bierhaus Siechen, Behrenstraße 24, Berlin-Mitte                                | Im Zweiten Weltkrieg zerstört                                                  |
| 1892–1895 | Dienstgebäude der Königlichen Eisenbahndirektion Berlin, Schöneberger Ufer 1–3 | erhalten                                                                       |
| 1895–1897 | Bahnhof Berlin Gesundbrunnen                                                   | Im Zweiten Weltkrieg zerstört                                                  |
| 1895–1903 | Stettiner Vorortbahnhof in Berlin, Am Nordbahnhof 11                           | erhalten                                                                       |
| 1896      | Ausstellungsbahnhof für die Berliner Gewerbeausstellung 1896 in Treptow        | temporärer Bau, abgebrochen                                                    |
| 1896–1900 | Direktionsgebäude der Eisenbahndirektion Kassel, Kölnische Straße 83           | erhalten                                                                       |
| 1905–1911 | Neubau des Empfangsgebäudes des Bahnhofes Bad Nauheim                          | erhalten                                                                       |
| 1907      | Bahnhof Bad Homburg und Fürstenbahnhof Bad Homburg                             | erhalten                                                                       |
| 1908      | Direktionsgebäude der Eisenbahndirektion Frankfurt                             | Im Zweiten Weltkrieg beschädigt, vereinfacht wieder aufgebaut, 2007 abgerissen |
| 1910–1917 | Bahnhof Wetzlar                                                                | 1981 abgerissen                                                                |
| 1911–1913 | Umbau des Empfangsgebäudes des Hauptbahnhofs Kassel                            | Im Zweiten Weltkrieg zerstört                                                  |
| 1911–1914 | Bahnhof Bonames                                                                | heute: Bahnhof Frankfurt-Frankfurter Berg, erhalten                            |
| 1912–1916 | Empfangsgebäude des Bahnhofs Frankfurt (Main) Süd                              | erhalten                                                                       |
| 1912–1918 | Bahnhof Höchst                                                                 | heute: Frankfurt (Main) Höchst, im Wesentlichen erhalten                       |
| 1913      | Bahnhof Friedberg (Hessen)                                                     | weitgehend erhalten                                                            |
| 1913      | Bahnhof Eschersheim                                                            | in desolatem Zustand erhalten                                                  |
| 1914      | Bahnhof Frankfurt (Main) Ost                                                   | bis auf ein Eckgebäude im Zweiten Weltkrieg zerstört                           |
| 1917      | Bahnhof Schwanheim                                                             | (Frankfurt-Schwanheim), 1972 aufgegeben und abgerissen                         |
| 1913–1917 | Planungen zur Erweiterung des Hauptbahnhofs in Frankfurt am Main               | erst 1921–1924 (postum) ausgeführt                                             |